# Nagroda im. Kazimiery Bujwidowej
Nagroda im. Kazimiery Bujwidowej – nagroda, której patronką jest Kazimiera Bujwidowa. Przyznawana corocznie 4 mieszkankom Krakowa przez Prezydenta miasta Krakowa na wniosek Kapituły.

## Historia
Nagroda przyznawana corocznie 4 mieszkankom Krakowa, których postawa i dokonania mają znaczący wpływ na otaczającą rzeczywistość. Decyzję o ustanowieniu narody podjęła Rada Miasta Krakowa 1 grudnia 2021 roku. Inicjatorką powstania nagrody jest Nina Gabryś-Janowska. 
Nagroda ma na celu uznanie wyjątkowych krakowianek i docenienie ich sukcesów. Nagroda została powołana w celu "wspierania działalności oraz inicjatyw mających na celu promowanie, równości kobiet i mężczyzn, tworzenia silnej reprezentacji kobiet we wszystkich dziedzinach życia publicznego, wsparcia kobiet w ich działaniach oraz walki z dyskryminacją ze względu, na płeć oraz uznając potrzebę zauważenia i docenienia niezwykłej pracy kobiet, ich aktywności i zaangażowania na rzecz rozwoju społeczeństwa".
Nagroda przyznawana jest corocznie na wniosek Kapituły przez Prezydenta Miasta Krakowa. W jej skład Kapituły wchodzą: pełnomocnik Prezydenta Miasta Krakowa ds. Polityki Równościowej, zastępca Prezydenta ds. Spraw Polityki Społecznej, przedstawiciel Rady Miasta Krakowa, maksymalnie dwie osoby wskazane przez Radę ds. Równego Traktowania oraz maksymalnie 4 osoby ze środowisk akademickich, biznesowych, naukowych lub charytatywnych
Laureatki nagrody otrzymują wyróżnienie w postaci statuetki.
Nagroda może każdego roku przyznana być maksymalnie czterem kobietom. Działania laureatek powinny mieć znaczący wpływ społeczny, generować pozytywną zmianę, mieć innowacyjny charakter, inspirować młode pokolenia i wpływać na rzecz wzmacniania kobiet na rynku pracy. Nominowane kandydatki do Nagrody są także oceniane przez pryzmat swojego zaangażowania na rzecz poprawy życia lokalnych społeczności.
Do Nagrody im. Kazimiery Bujwidowej kandydatury zgłaszać może każdy pełnoletni mieszkaniec lub mieszkanka Krakowa.

## Laureatki
Nagrodę otrzymały:
- 2021: Grażyna Fijałkowska, Cecylia Malik, Elżbieta Penderecka, Agata Teutsch[5][6]

- 2022: Dominika Dudek, Olha Menko, Agnieszka Czmyr-Kaczanowska, Renata Kopyto,[7]
- 2023: Magdalena Dropek, Bronisława Horowitz-Karakulska, Małgorzata Markiewicz (artystka wizualna), Noemi Zabari[8]